# Cyrtanthus elatus
Cyrtanthus elatus (Jacq.) Traub è una pianta bulbosa della famiglia Amaryllidaceae.